# Falklandsångbåtsand

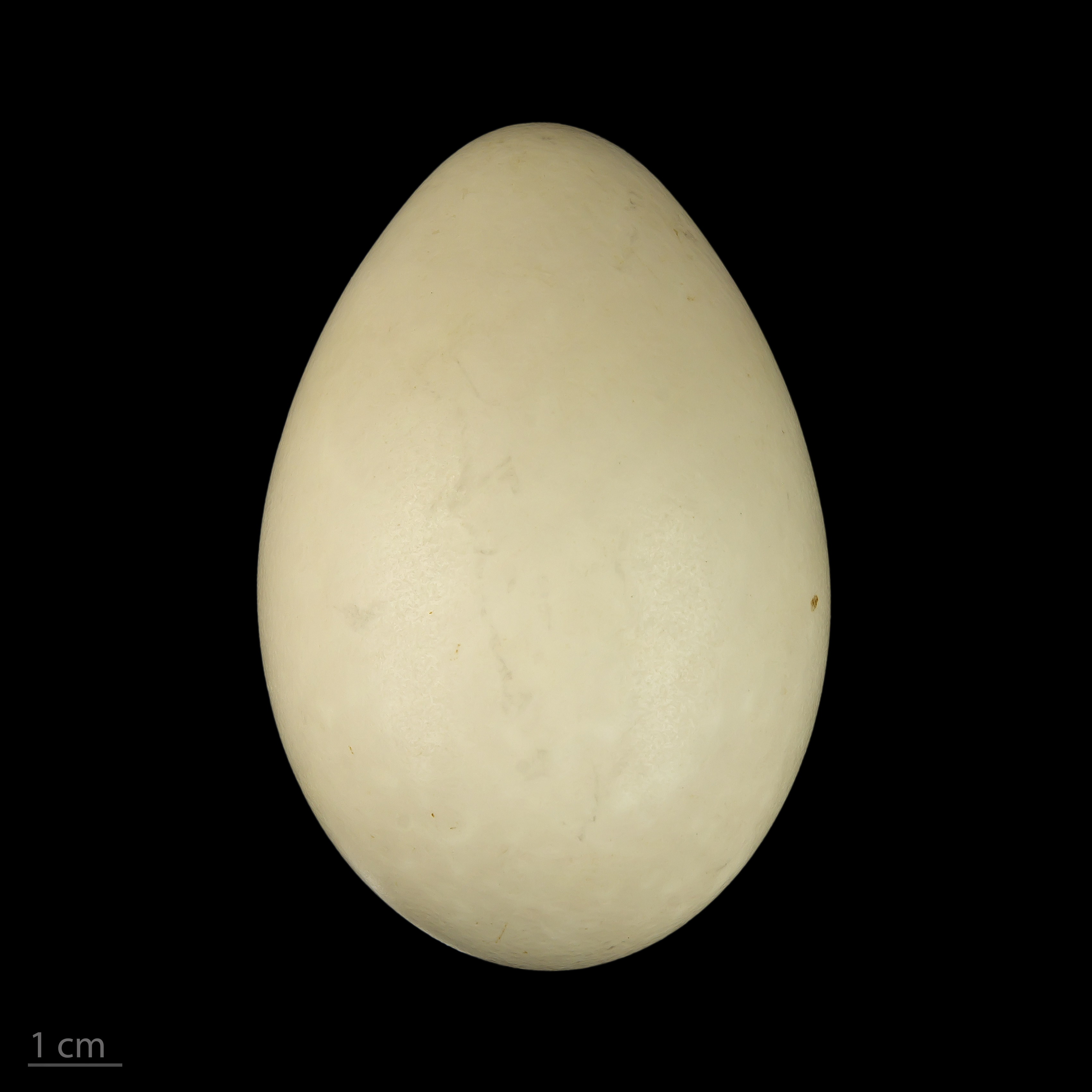
Tachyeres brachypterus

Falklandsångbåtsand (Tachyeres brachypterus) är en fågel i familjen änder inom ordningen andfåglar.

## Utseende
Falklandsångbåtsand är en stor och kraftig, flygoförmögen and. Fjäderdräkten är övervägande grå, med lysande orangefärgad näbb hos hanen, olivgrön hos honan och ungfåglar. Arten är mycket lik långvingad ångbåtsand, men har korta, stubbade vingar och stjärt samt kraftigare hals och näbb.

## Utbredning och systematik
Fågeln förekommer enbart i Falklandsöarna. Den behandlas som monotypisk, det vill säga att den inte delas in i några underarter.

## Levnadssätt
Falklandsångbåtsanden hittas utmed kusten. Där föredrar den små klippöar, men även skyddade vikar. Den bebor även kustnära dammar, men rör sig olikt långvingad ångbåtsand inte längre inåt land.

## Status och hot
Arten har ett stort utbredningsområde och en stor population med stabil utveckling och tros inte vara utsatt för något substantiellt hot. Utifrån dessa kriterier kategoriserar internationella naturvårdsunionen IUCN arten som livskraftig (LC).